# Louis Buyat
Louis Buyat est un homme politique français né le 26 janvier 1875 à Lyon (Rhône) et décédé le 27 août 1963 à Chaponnay (Isère) (aujourd'hui dans le Rhône).

## Biographie
Membre du Parti républicain, radical et radical-socialiste, il est élu député en 1902, à l'âge de 27 ans, et siège au sein du principal groupe affilié au parti valoisien, la Gauche radicale-socialiste. Réélu en 1906, il perd son siège en 1910 et ne retrouve plus le chemin du Parlement avant 1928.
Cette année, il regagne son siège de député après une interruption de 18 ans. Il est cette fois-ci candidat sous les couleurs du radicalisme « unioniste » du clémenciste Henry Franklin-Bouillon, c'est-à-dire de la fraction des valoisiens hostiles au Cartel des gauches et favorables au gouvernement d'Union nationale de Poincaré. Il rejoint logiquement le groupe de la Gauche sociale et radicale de la Chambre des députés.
De nouveau battu en 1932, il regagne son siège en 1936. Cette fois, il rejoint le groupe unifié des députés de l'Alliance démocratique, l'Alliance des républicains de gauche et des radicaux indépendants, qui regroupe les élus des divers groupes de l'AD ainsi que certains radicaux indépendants.
Buyat défendait le 19 mars 1908 à l'Assemblée Nationale la mémoire d'Émile Zola, répliquant à Maurice Barrès sur le prétendu antipatriotisme de Zola dans son livre La Débâcle. Il réplique par les mots mêmes de l'auteur: « D'abord, dire la vérité sur l'effroyable catastrophe dont la France a failli mourir. (...) Tout en ne cachant rien, j'ai voulu expliquer nos désastres » puis conclut par : « Je tenais à apporter cette citation; c'est vraiment un moyen facile  de venir dénoncer ici Émile Zola comme antipatriote, alors qu'au contraire cette lettre indique sa constante préoccupation d'éviter à son pays les retours de l'histoire. » Or, le 10 juillet 1940, il vote en faveur de la remise des pleins pouvoirs au Maréchal Pétain, dans ce que l'on peut qualifier de "retour de l'histoire". Cet acte scelle la fin de sa carrière parlementaire, d'autant que, sous l'Occupation, il est membre du Conseil national instauré par le régime de Vichy.

## Sources
- « Louis Buyat », dans le Dictionnaire des parlementaires français (1889-1940), sous la direction de Jean Jolly, PUF, 1960 [détail de l’édition]